# L'Aventure préhistorique
Pour plus de détails, voir Fiche technique et Distribution.
L'Aventure préhistorique (熊出没·原始时代 en chinois) est un film d'animation chinois réalisé par Ding Liang et Lin Huida en 2019. C'est le sixième film issu de la série télévisée Boonie Bears (en).

## Synopsis
Les frères ours Briar et Bramble et leur ami humain Vick sont accidentellement propulsés dans la préhistoire et essaient de revenir à leur époque.

## Accueil du public
Il sort en Chine le 5 février 2019 (le jour du Nouvel An chinois) et totalise plus de 100 millions $ au box-office chinois de 2019.
Il sort également à Singapour le 14 février 2019 et est vendu au Canada, en Amérique latine, en Malaisie et au Cambodge.